# Wolraad III van Waldeck-Eisenberg
Graaf Wolraad III van Waldeck-Eisenberg (Slot Waldeck, 16 juni 1562 – Anneau, 12 november 1587), Duits: Wolrad III. Graf von Waldeck-Eisenberg, was een graaf uit het Huis Waldeck. Hoewel hij door de historici wordt meegeteld bij de regerende graven van Waldeck, heeft hij nimmer geregeerd.

## Biografie
Wolraad werd geboren op Slot Waldeck op 16 juni 1562 als het twaalfde kind van graaf Wolraad II ‘de Geleerde’ van Waldeck-Eisenberg en gravin Anastasia Günthera van Schwarzburg-Blankenburg.
Wolraad wilde eerst geleerde worden, want zijn eerste leraar, magister Abraham Saur uit Frankenberg, die sinds 1568 hofpredikant was, moedigde hem aan om wetenschappen te studeren. Hij bezocht in 1579 op 15-jarige leeftijd de zojuist door zijn oudere broer Josias I gestichte staatsschool in het voormalige franciscaner klooster van Korbach, een Gymnasium Illustre naar Straatsburgs model. De strengheid van een latere leraar deed hem echter van zijn studie afzien en hij trad in krijgsdienst, door zich bij het kleine leger van paltsgraaf Johan Casimir onder het bevel van burggraaf Fabian van Dhona aan te sluiten.
Tijdens een nachtelijke overval door de hertog van Guise werd Wolraad op 12 november 1587 bij Anneau op het platteland van Beauce door de Fransen in de strijd doodgeschoten. Wolraad was ongehuwd en had geen kinderen.

## Voorouders
| Voorouders van graaf Wolraad III van Waldeck-Eisenberg | Voorouders van graaf Wolraad III van Waldeck-Eisenberg                                                                       | Voorouders van graaf Wolraad III van Waldeck-Eisenberg                                                                       | Voorouders van graaf Wolraad III van Waldeck-Eisenberg                                                                       | Voorouders van graaf Wolraad III van Waldeck-Eisenberg                                                                       | Voorouders van graaf Wolraad III van Waldeck-Eisenberg                                                                       | Voorouders van graaf Wolraad III van Waldeck-Eisenberg                                                                       | Voorouders van graaf Wolraad III van Waldeck-Eisenberg                                                                       | Voorouders van graaf Wolraad III van Waldeck-Eisenberg                                                                       |
| ------------------------------------------------------ | --- | --- | --- | --- | --- | --- | --- | --- |
| Betovergrootouders                                     | Wolraad I van Waldeck-Waldeck (1407–1475) ⚭ 1440 Barbara van Wertheim (?–?)                                                  | Kuno van Solms-Lich (?–1477) ⚭ 1457 Walpurgis van Dhaun (?–?)                                                                | Otto III van Hoya (?–1455) ⚭ Adelheid van Rietberg (?–1459)                                                                  | Bernhard VII van Lippe (1429–1511) ⚭ 1452 Anna van Holstein-Schaumburg (1430–1495)                                           | Hendrik XXVI van Schwarzburg-Blankenburg (ca. 1418–1488) ⚭ 1434 Elisabeth van Kleef (1420–1488)                              | Wolraad II van Mansfeld (1448–1499) ⚭ Margaretha van Honstein (?–1508)                                                       | Willem V van Henneberg-Schleusingen (1434–1480) ⚭ 1469 Margaretha van Brunswijk-Wolfenbüttel (1451–1509)                     | Albrecht Achilles van Brandenburg (1414–1486) ⚭ 1478 Anna van Saksen (1437–1512)                                             |
| Overgrootouders                                        | Filips II van Waldeck-Eisenberg (1452/53–1524) ⚭ 1481 Catharina van Solms-Lich (?–1492)                                      | Filips II van Waldeck-Eisenberg (1452/53–1524) ⚭ 1481 Catharina van Solms-Lich (?–1492)                                      | Otto IV van Hoya (1425–1497) ⚭ Anna van Lippe (1452–1533)                                                                    | Otto IV van Hoya (1425–1497) ⚭ Anna van Lippe (1452–1533)                                                                    | Günther XXXIX van Schwarzburg-Blankenburg (1455–1531) ⚭ 1493 Amalia van Mansfeld (1473–1517)                                 | Günther XXXIX van Schwarzburg-Blankenburg (1455–1531) ⚭ 1493 Amalia van Mansfeld (1473–1517)                                 | Willem VI van Henneberg-Schleusingen (1478–1559) ⚭ Anastasia van Brandenburg (1478–1557)                                     | Willem VI van Henneberg-Schleusingen (1478–1559) ⚭ Anastasia van Brandenburg (1478–1557)                                     |
| Grootouders                                            | Filips III van Waldeck-Eisenberg (1486–1539) ⚭ 1503 Adelheid van Hoya (1475–1513)                                            | Filips III van Waldeck-Eisenberg (1486–1539) ⚭ 1503 Adelheid van Hoya (1475–1513)                                            | Filips III van Waldeck-Eisenberg (1486–1539) ⚭ 1503 Adelheid van Hoya (1475–1513)                                            | Filips III van Waldeck-Eisenberg (1486–1539) ⚭ 1503 Adelheid van Hoya (1475–1513)                                            | Hendrik XXXII van Schwarzburg-Blankenburg (1499–1538) ⚭ 1524 Catharina van Henneberg-Schleusingen (1508–1567)                | Hendrik XXXII van Schwarzburg-Blankenburg (1499–1538) ⚭ 1524 Catharina van Henneberg-Schleusingen (1508–1567)                | Hendrik XXXII van Schwarzburg-Blankenburg (1499–1538) ⚭ 1524 Catharina van Henneberg-Schleusingen (1508–1567)                | Hendrik XXXII van Schwarzburg-Blankenburg (1499–1538) ⚭ 1524 Catharina van Henneberg-Schleusingen (1508–1567)                |
| Ouders                                                 | Wolraad II ‘de Geleerde’ van Waldeck-Eisenberg (1509–1578) ⚭ 1546 Anastasia Günthera van Schwarzburg-Blankenburg (1526–1570) | Wolraad II ‘de Geleerde’ van Waldeck-Eisenberg (1509–1578) ⚭ 1546 Anastasia Günthera van Schwarzburg-Blankenburg (1526–1570) | Wolraad II ‘de Geleerde’ van Waldeck-Eisenberg (1509–1578) ⚭ 1546 Anastasia Günthera van Schwarzburg-Blankenburg (1526–1570) | Wolraad II ‘de Geleerde’ van Waldeck-Eisenberg (1509–1578) ⚭ 1546 Anastasia Günthera van Schwarzburg-Blankenburg (1526–1570) | Wolraad II ‘de Geleerde’ van Waldeck-Eisenberg (1509–1578) ⚭ 1546 Anastasia Günthera van Schwarzburg-Blankenburg (1526–1570) | Wolraad II ‘de Geleerde’ van Waldeck-Eisenberg (1509–1578) ⚭ 1546 Anastasia Günthera van Schwarzburg-Blankenburg (1526–1570) | Wolraad II ‘de Geleerde’ van Waldeck-Eisenberg (1509–1578) ⚭ 1546 Anastasia Günthera van Schwarzburg-Blankenburg (1526–1570) | Wolraad II ‘de Geleerde’ van Waldeck-Eisenberg (1509–1578) ⚭ 1546 Anastasia Günthera van Schwarzburg-Blankenburg (1526–1570) |